# ジッダ日本人学校
ジッダ日本人学校（じっだにほんじんがっこう、アラビア語: المدرسة اليابانية في جدة、英語: Jeddah Japanese School）は、サウジアラビアのジッダにある日本人学校で、1975年10月1日に創立された。ジェッダ日本人学校とも。